# Flecainida

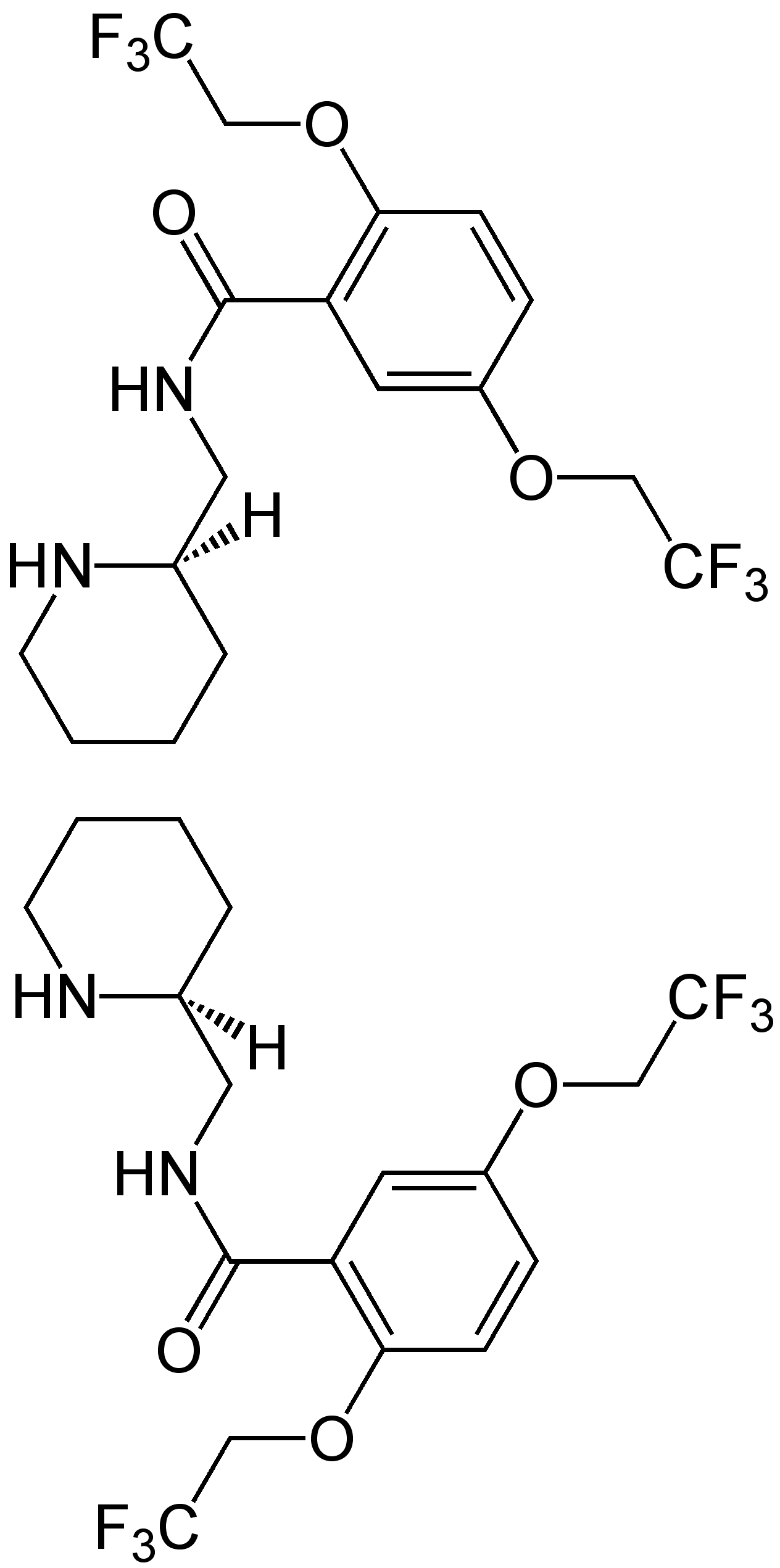
Flecainida

A flecainida é um fármaco do grupo dos Antiarritmicos da classe I (1C), que é usado no tratamento da arritmia cardíaca.

## Usos clínicos
- Arritmia supraventricular
- Fibrilhação auricular

## Mecanismo de acção
Ela é um bloqueador de lenta dissociação dos canais de sódio e de potássio nos miócitos condutores do coração.
Não prolonga o potencial de acção.

## Administração
Via oral. Eliminação no figado.

## Efeitos clinicamente úteis
Suprime contracções ventriculares prematuras e diminui a frequência cardíaca.

## Efeitos adversos
- Causa arritmias em doentes com taquicardia ventricular ou após infarto agudo do miocárdio
- A longo prazo risco de insuficiência cardíaca